# Браун, Кэнди
Кэ́ндес «Кэ́нди» Энн Бра́ун (англ. Candace «Candy» Ann Brown; 19 августа 1958, Сан-Рафел, Калифорния, США) — американская актриса, танцовщица и хореограф.

## Биография
Кэндес Энн Браун родилась 19 августа 1958 года в Сан-Рафеле (штат Калифорния, США).
Кэнди начала актёрскую карьеру ещё в 5-летнем возрасте, когда она начала играть в бродвейском мюзикле «Хелло, Долли!» в январе 1964 года, который шёл до 1970 года. В 1975 году Браун сыграла одну из своих самых известных ролей на Бродвее — Джун в мюзикле «Чикаго». Кинокарьеру она начала в 1978 году, сыграв роль Джей Би Джонсон в четырёхсерийном телесериале «Роликовые девушки», и с тех пор она сыграла в 46-ти фильмах и телесериалах. Также является танцовщицей и хореографом, в настоящее время преподаёт танцы в театральном отделении Денверской школы искусств.
В 2001 году Кэнди стала лауреатом Премии Кинофестиваля в Локарно за фильм «Малыш», который был награждён в номинации «За свою инновационную концепцию и актёрский ансамбль».

## Избранная фильмография
| Год       |    | Русское название                  | Оригинальное название       | Роль                              |
| --------- | -- | --------------------------------- | --------------------------- | --------------------------------- |
| 1980      | с  | Лу Грант                          | Lou Grant                   | Иветт                             |
| 1984      | мс | Война гоботов                     | Challenge of the GoBots     | Эй Джей Фостер                    |
| 1985      | ф  | Идеально                          | Perfect                     | участница спортивных соревнований |
| 1991      | с  | Другой мир                        | A Different World           | Профессор Бёртон                  |
| 1991      | с  | Квантовый скачок                  | Quantum Leap                | Доктор Вербина Бикс               |
| 1993      | мс | Бэтмен                            | Batman: The Animated Series | Марва Купер                       |
| 1994      | с  | Сестра, сестра                    | Sister, Sister              | Натали                            |
| 1994—1996 | с  | Полиция Нью-Йорка                 | NYPD Blue                   | Шерили Уильямс                    |
| 1996      | с  | Детектив Нэш Бриджес              | Nash Bridges                | Мэр Бобби Уэрксмен                |
| 1997      | ф  | Ночное дежурство                  | Nightwatch                  | женщина-парамедик                 |
| 1997      | с  | Надежда Чикаго                    | Chicago Hope                | Эдна Джессуп                      |
| 1998      | с  | Эллен                             | Ellen                       | Сью                               |
| 1998      | с  | Притворщик                        | The Pretender               | врач Джейкоба                     |
| 2001      | ф  | Малыш                             | Baby Boy                    | Миссис Эррон                      |
| 2001      | с  | Клиент всегда мёртв               | Six Feet Under              | детектив МакБрайд                 |
| 2001      | ф  | Али                               | Ali                         | Одесса                            |
| 2001—2002 | с  | Лиззи Магуайер                    | Lizzie McGuire              | Миссис Стебел                     |
| 2002      | с  | C.S.I.: Место преступления Майами | CSI: Miami                  | Фелиша Хамфрис                    |